# Nef

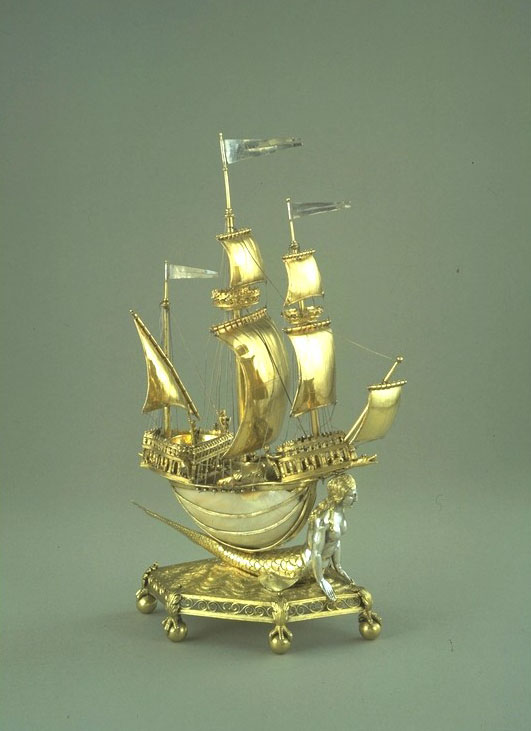
Um nef francês do século XVI no Victoria and Albert Museum.

O nef é um enfeite de mesa extravagante e recipiente de metais preciosos usados na Idade Média e Renascença, feita na forma de um navio - "nef" era um termo alternativo em francês para uma nau. Não foi utilizado apenas para decoração, podia guardar o sal ou especiarias, ambos muito valiosos na Idade Média, talheres ou mesmo guardanapos. Os nefs eram muito comumente oferecidos como presente de casamento em Nuremberga no início do século XVII.

## Descrição
Era geralmente feito de prata, ouro ou os dois, muitas vezes mais embelezado com esmalte e jóias. As conchas frequentemente formaram o casco do navio. Alguns nefs tinham rodas, mas a maioria tinha pernas ou pedestais. O nef era colocado na frente da pessoa mais importante na mesa como uma marca de seu status.
Em princípio, esses tipos de peças eram destinados à aristocracia e geralmente serviam como recipientes para peças de talheres (faca, colher e guardanapo). A partir do século XVI, seu uso mais comum foi como decoração de mesa, especialmente na Suíça e na Alemanha. Em muitas ocasiões, eram réplicas quase exatas de navios famosos, feitas com grande atenção aos detalhes, muitas vezes com figuras de marinheiros.

## História
Alguns nefs se tornaram particularmente famosos, um deles é o Galeão Mecânico de Augsburgo, o qual é  provido de automação e relógio. Foi construído por volta de 1585 pelo relojoeiro e ourives Hans Schlottheim no sul da Alemanha. Esteve na posse de Augusto I, Eleitor da Saxónia, que teria servido de modelo para um dos cortesãos representados no navio.
A partir do reinado de Henrique II, o nef foi, às vezes, substituído por um "cadeado", uma espécie de plataforma com um dos lados equipado com pequenos compartimentos. O "cadeado" era uma peça central, especialmente no século XVI e até o século XVIII.

## Bibliografía
- Fleming, John; Honour, Hugh (1987). Diccionario de las artes decorativas. Madrid: Alianza. ISBN 84-206-5222-9

## Leitura de apoio
- Lightbown, R. W.  Secular Goldsmith’s Work in Medieval France: A History.  London: Society of Antiquaries of London, 1978.
- Oman, Charles.  Medieval Silver Nefs.  London: Her Majesty’s Stationery Office, 1963.* Steele, Philip (1995). Castles. New York: Kingfisher. p. 36. ISBN 1-85697-547-9
- Truman, Charles. “Ships on Board.” Country Life vol. 183, no. 38 (1989): 218-221.